# Pterocarpus villosus
Pterocarpus villosus är en ärtväxtart som först beskrevs av George Bentham, och fick sitt nu gällande namn av George Bentham. Pterocarpus villosus ingår i släktet Pterocarpus och familjen ärtväxter. Inga underarter finns listade i Catalogue of Life.